# Torneo di Wimbledon 2016
Il Torneo di Wimbledon 2016 è stata la 130ª edizione dei Championships, torneo di tennis giocato sull'erba e terza prova stagionale dello Slam per il 2016; si è disputato tra il 27 giugno e il 10 luglio 2016 sui 19 campi dell'All England Lawn Tennis and Croquet Club, comprendendo per la categoria Seniors i tornei di singolare maschile e femminile, e di doppio maschile, femminile e misto. Novak Đoković era il campione in carica del singolare maschile ma ha perso al terzo turno da Sam Querrey, terminando così una striscia di 30 vittorie consecutive nei tornei dello Slam e perdendo la possibilità di realizzare il Grande Slam. Serena Williams era la detentrice del singolare femminile ed ha confermato il titolo battendo in finale Angelique Kerber.

## Torneo

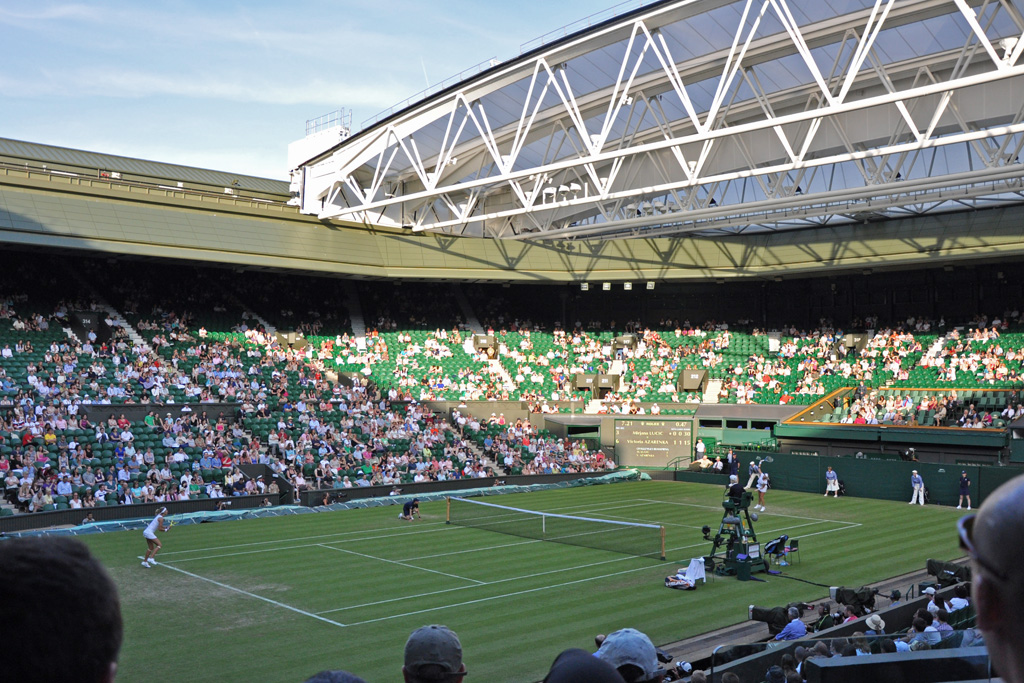
Il Centre Court dove vengono disputate le finali

Il Torneo di Wimbledon 2016 è la 130ª edizione del torneo e si disputa al All England Lawn Tennis and Croquet Club di Londra.
Il torneo è gestito dall'International Tennis Federation (ITF) ed è incluso nei calendari dell'ATP World Tour 2016 e del WTA Tour 2016, sotto la categoria Grande Slam. Il torneo comprende il singolare (maschile, femminile, ragazzi e ragazze), il doppio (maschile, femminile, ragazzi e ragazze) e il doppio misto. Inoltre compre il doppia sia maschile e femminile in carrozzina e per la prima volta nella storia del torneo ci sarà il singolare maschile e femminile in carrozzina. Il torneo è giocato nei campi dell All England Lawn Tennis and Croquet Club, inclusi i quattro campi principali: il Centre Court, il No. 1 Court, il No. 2 Court e il No. 3 Court.

## Programma del torneo
Il torneo si è svolto in 13 giornate divise in due settimane, nella 1ª domenica tradizionalmente non si gioca, questo giorno viene chiamato Middle Sunday. A causa del maltempo, che non ha permesso di far concludere diverse partite, si è giocato anche domenica 3 luglio. Si è trattata della prima volta dopo il Torneo di Wimbledon 2004.

## Teste di serie nel singolare
Le teste di serie per il Torneo di Wimbledon 2016 sono state annunciate mercoledì 22 giugno 2016.
| Legenda colori              |
| Vincitore                   |
| Finalista                   |
| Semifinalista               |
| Quarti di finale            |
| Eliminati al 1T, 2T, 3T, 4T |
| Non partecipa               |

### Singolare maschile
Le teste di serie maschili sono assegnate seguendo una classifica speciale data dalla somma dei seguenti fattori:
- Punti dall'ATP Entry Ranking al 20 giugno 2016.
- 100% dei punti ottenuti sull'erba negli ultimi 12 mesi.
- 75% dei punti ottenuti sull'erba nei 12 mesi ancora precedenti.

Ranking e punteggio precedente al 27 giugno 2016.
| Testa di serie | Rank | Giocatore             | Punteggio precedente | Punti da difendere | Punti conquistati | Punteggio nuovo | Situazione                                    |
| -------------- | ---- | --------------------- | -------------------- | ------------------ | ----------------- | --------------- | --------------------------------------------- |
| 1              | 1    | Novak Đoković         | 16.950               | 2.000              | 90                | 15.040          | Eliminato al 3T da Sam Querrey [28]           |
| 2              | 2    | Andy Murray           | 8.915                | 720                | 2.000             | 10.195          | Vittoria in finale contro Milos Raonic [6]    |
| 3              | 3    | Roger Federer         | 6.425                | 1.200              | 720               | 5.945           | Eliminato in SF da Milos Raonic [6]           |
| N/A            | 4    | Rafael Nadal          | 5.405                | 45                 | 0                 | 5.360           | Infortunio al polso                           |
| 4              | 5    | Stan Wawrinka         | 5.035                | 360                | 45                | 4.720           | Eliminato al 2T da Juan Martín del Potro [PR] |
| 5              | 6    | Kei Nishikori         | 4.155                | 45                 | 180               | 4.290           | Ritirato al 4T contro Marin Čilić [9]         |
| 6              | 7    | Milos Raonic          | 3.175                | 90                 | 1.200             | 4.285           | Sconfitto in finale da Andy Murray [2]        |
| 7              | 10   | Richard Gasquet       | 2.905                | 720                | 180               | 2.365           | Ritirato al 4T contro Jo-Wilfried Tsonga [12] |
| 8              | 8    | Dominic Thiem         | 3.175                | 45                 | 45                | 3.175           | Eliminato al 2T da Jiří Veselý                |
| 9              | 13   | Marin Čilić           | 2.695                | 360                | 360               | 2.695           | Eliminato ai QF da Roger Federer [3]          |
| 10             | 9    | Tomáš Berdych         | 2.950                | 180                | 720               | 3.490           | Eliminato in SF da Andy Murray [2]            |
| 11             | 11   | David Goffin          | 2.780                | 180                | 180               | 2.780           | Eliminato al 4T da Milos Raonic [6]           |
| 12             | 12   | Jo-Wilfried Tsonga    | 2.725                | 90                 | 360               | 2.995           | Eliminato ai QF da Andy Murray [2]            |
| 13             | 14   | David Ferrer          | 2.605                | 0                  | 45                | 2.650           | Eliminato al 2T da Nicolas Mahut              |
| 14             | 15   | Roberto Bautista Agut | 2.150                | 180                | 90                | 2.060           | Eliminato al 3T da Bernard Tomić [19]         |
| 15             | 18   | Nick Kyrgios          | 1.855                | 180                | 180               | 1.855           | Eliminato al 4T da Andy Murray [2]            |
| 16             | 20   | Gilles Simon          | 1.720                | 360                | 45                | 1.405           | Eliminato al 2T da Grigor Dimitrov            |
| 17             | 16   | Gaël Monfils          | 2.110                | 90                 | 10                | 2.030           | Eliminato al 1T da Jérémy Chardy              |
| 18             | 17   | John Isner            | 2.055                | 90                 | 90                | 2.055           | Eliminato al 3T da Jo-Wilfried Tsonga         |
| 19             | 19   | Bernard Tomić         | 1.760                | 90                 | 180               | 1.850           | Eliminato al 4T da Lucas Pouille [32]         |
| 20             | 25   | Kevin Anderson        | 1.505                | 180                | 10                | 1.335           | Eliminato al 1T da Denis Istomin              |
| 21             | 22   | Philipp Kohlschreiber | 1.600                | 10                 | 10                | 1.600           | Eliminato al 1T da Pierre-Hugues Herbert      |
| 22             | 21   | Feliciano López       | 1.630                | 45                 | 90                | 1.675           | Eliminato al 3T da Nick Kyrgios [15]          |
| 23             | 32   | Ivo Karlović          | 1.270                | 180                | 45                | 1.135           | Eliminato al 2T da Lukáš Lacko [Q]            |
| 24             | 28   | Alexander Zverev      | 1.385                | 45                 | 90                | 1.430           | Eliminato al 3T da Tomáš Berdych [10]         |
| 25             | 27   | Viktor Troicki        | 1.405                | 180                | 45                | 1.270           | Eliminato al 2T da Albert Ramos Viñolas       |
| 26             | 23   | Benoît Paire          | 1.596                | 45                 | 45                | 1.596           | Eliminato al 2T da John Millman               |
| 27             | 26   | Jack Sock             | 1.415                | 10                 | 90                | 1.495           | Eliminato al 3T da Milos Raonic [6]           |
| 28             | 41   | Sam Querrey           | 1.075                | 45                 | 360               | 1.390           | Eliminato ai QF da Milos Raonic [6]           |
| 29             | 24   | Pablo Cuevas          | 1.555                | 10                 | 10                | 1.555           | Eliminato al 1T da Andrej Kuznecov            |
| 30             | 33   | Aleksandr Dolhopolov  | 1.215                | 45                 | 45                | 1.215           | Eliminato al 2T da Daniel Evans               |
| 31             | 31   | João Sousa            | 1.275                | 10                 | 90                | 1.355           | Eliminato al 3T da Jiří Veselý                |
| 32             | 30   | Lucas Pouille         | 1.311                | 10                 | 360               | 1.661           | Eliminato ai QF da Tomáš Berdych [10]         |

### Singolare femminile
Le teste di serie femminili sono assegnate seguendo la classifica WTA al 20 giugno eccetto nei casi in cui il comitato organizzatore. viste le potenzialità sull'erba di una determinata giocatrice. la includa nelle teste di serie per un tabellone più equilibrato.
Ranking e punteggio precedente al 27 giugno 2016.
| Testa di serie | Rank | Giocatrice               | Punteggio precedente | Punti da difendere | Punti conquistati | Punteggio nuovo | Situazione                                       |
| -------------- | ---- | ------------------------ | -------------------- | ------------------ | ----------------- | --------------- | ------------------------------------------------ |
| 1              | 1    | Serena Williams          | 8.330                | 2.000              | 2.000             | 8.330           | Vittoria in finale contro Angelique Kerber       |
| 2              | 2    | Garbiñe Muguruza         | 6.712                | 1.300              | 70                | 5.482           | Eliminata al 2T da Jana Čepelová [Q]             |
| 3              | 3    | Agnieszka Radwańska      | 5.875                | 780                | 240               | 5.335           | Eliminata al 4T da Dominika Cibulková [19]       |
| 4              | 4    | Angelique Kerber         | 5.330                | 130                | 1.300             | 6.500           | Sconfitta in finale da Serena Williams           |
| 5              | 5    | Simona Halep             | 4.372                | 10                 | 430               | 4.792           | Eliminata ai QF da Angelique Kerber [4]          |
| N/A            | 6    | Viktoryja Azaranka       | 4.191                | 430                | 0                 | 3.761           | Infortunio al ginocchio                          |
| 6              | 7    | Roberta Vinci            | 3.405                | 10                 | 130               | 3.525           | Eliminata al 3T da Coco Vandeweghe[27]           |
| 7              | 13   | Belinda Bencic           | 2.775                | 240                | 70                | 2.605           | Ritirata al 2T contro Julia Boserup [Q]          |
| 8              | 8    | Venus Williams           | 3.116                | 240                | 780               | 3.656           | Eliminata in SF da Angelique Kerber [4]          |
| 9              | 9    | Madison Keys             | 3.061                | 430                | 240               | 2.871           | Eliminata al 4T da Simona Halep [5]              |
| 10             | 10   | Petra Kvitová            | 2.876                | 130                | 70                | 2.816           | Eliminata al 2T da Ekaterina Makarova            |
| 11             | 11   | Timea Bacsinszky         | 2.800                | 430                | 130               | 2.500           | Eliminata al 3T da Anastasija Pavljučenkova [21] |
| 12             | 12   | Carla Suárez Navarro     | 2.780                | 10                 | 240               | 3.010           | Eliminata al 4T da Venus Williams [8]            |
| 13             | 14   | Svetlana Kuznecova       | 2.730                | 70                 | 240               | 2.900           | Eliminata al 4T da Serena Williams [1]           |
| 14             | 16   | Samantha Stosur          | 2.700                | 130                | 70                | 2.640           | Eliminata al 2T da Sabine Lisicki                |
| 15             | 17   | Karolína Plíšková        | 2.540                | 70                 | 70                | 2.540           | Eliminata al 2T da Misaki Doi                    |
| 16             | 19   | Johanna Konta            | 2.330                | 10                 | 70                | 2.390           | Eliminata al 2T da Eugenie Bouchard              |
| 17             | 20   | Elina Svitolina          | 2.226                | 70                 | 70                | 2.226           | Eliminata al 2T da Jaroslava Švedova             |
| 18             | 22   | Sloane Stephens          | 1.995                | 130                | 130               | 1.995           | Eliminata al 3T da Svetlana Kuznecova [13]       |
| 19             | 18   | Dominika Cibulková       | 2.541                | 10                 | 430               | 2.961           | Eliminata ai QF da Elena Vesnina                 |
| 20             | 21   | Sara Errani              | 2.030                | 70                 | 70                | 2.030           | Eliminata al 2T da Alizé Cornet                  |
| 21             | 23   | Anastasija Pavljučenkova | 1.960                | 70                 | 430               | 2.320           | Eliminata ai QF da Serena Williams [1]           |
| 22             | 24   | Jelena Janković          | 1.940                | 240                | 70                | 1.770           | Eliminata al 2T da Marina Eraković [Q]           |
| 23             | 25   | Ana Ivanović             | 1.915                | 70                 | 10                | 1.855           | Eliminata al 1T da Ekaterina Aleksandrova [Q]    |
| 24             | 26   | Barbora Strýcová         | 1.885                | 10                 | 130               | 2.005           | Eliminata al 3T da Ekaterina Makarova            |
| 25             | 27   | Irina-Camelia Begu       | 1.765                | 130                | 10                | 1.645           | Eliminata al 1T da Carina Witthöft               |
| 26             | 28   | Kiki Bertens             | 1.729                | 10                 | 130               | 1.849           | Eliminata al 3T da Simona Halep [5]              |
| 27             | 30   | Coco Vandeweghe          | 1.652                | 430                | 240               | 1.462           | Eliminata al 4T da Anastasija Pavljučenkova [21] |
| 28             | 29   | Lucie Šafářová           | 1.673                | 240                | 240               | 1.673           | Eliminata al 4T da Jaroslava Švedova             |
| 29             | 33   | Dar'ja Kasatkina         | 1.586                | (13)               | 130               | 1.703           | Eliminata al 3T da Venus Williams [8]            |
| 30             | 31   | Caroline Garcia          | 1.585                | 10                 | 70                | 1.645           | Eliminata al 2T da Kateřina Siniaková            |
| 31             | 32   | Kristina Mladenovic      | 1.585                | 130                | 10                | 1.465           | Eliminata al 1T da Aliaksandra Sasnovich         |
| 32             | 38   | Andrea Petković          | 1.440                | 130                | 70                | 1.380           | Eliminata al 2T da Elena Vesnina                 |
| N/A            | 50   | Elena Vesnina            | 1.197                | 10                 | 780               | 1.967           | Eliminata in SF da Serena Williams [1]           |
| N/A            | 96   | Jaroslava Švedova        | 712                  | 10                 | 430               | 1.132           | Eliminata ai QF da Venus Williams [8]            |

## Teste di serie nel doppio
| Legenda colori          |
| Vincitori               |
| Finalisti               |
| Semifinalisti           |
| Quarti di finale        |
| Eliminati al 1T, 2T, 3T |

### Doppio maschile
| Coppia                | Coppia            | Rank1 | Tds |
| --------------------- | ----------------- | ----- | --- |
| Pierre-Hugues Herbert | Nicolas Mahut     | 5     | 1   |
| Bob Bryan             | Mike Bryan        | 9     | 2   |
| Jamie Murray          | Bruno Soares      | 10    | 3   |
| Jean-Julien Rojer     | Horia Tecău       | 13    | 4   |
| Ivan Dodig            | Marcelo Melo      | 23    | 5   |
| Rohan Bopanna         | Florin Mergea     | 23    | 6   |
| Łukasz Kubot          | Alexander Peya    | 40    | 7   |
| Vasek Pospisil        | Jack Sock         | 42    | 8   |
| Dominic Inglot        | Daniel Nestor     | 43    | 9   |
| Henri Kontinen        | John Peers        | 45    | 10  |
| Raven Klaasen         | Rajeev Ram        | 45    | 11  |
| Treat Conrad Huey     | Maks Mirny        | 49    | 12  |
| Juan Sebastián Cabal  | Robert Farah      | 55    | 13  |
| Radek Štěpánek        | Nenad Zimonjić    | 57    | 14  |
| Pablo Cuevas          | Marcel Granollers | 71    | 15  |
| Mate Pavić            | Michael Venus     | 73    | 16  |

- 1 Ranking al 20 giugno 2016.

### Doppio femminile
| Coppia                  | Coppia                 | Rank1 | Tds |
| ----------------------- | ---------------------- | ----- | --- |
| Martina Hingis          | Sania Mirza            | 2     | 1   |
| Caroline Garcia         | Kristina Mladenovic    | 7     | 2   |
| Chan Hao-ching          | Chan Yung-jan          | 11    | 3   |
| Ekaterina Makarova      | Elena Vesnina          | 19    | 4   |
| Tímea Babos             | Jaroslava Švedova      | 21    | 5   |
| Andrea Hlaváčková       | Lucie Hradecká         | 21    | 6   |
| Bethanie Mattek-Sands   | Lucie Šafářová         | 23    | 7   |
| Julia Görges            | Karolína Plíšková      | 34    | 8   |
| Xu Yifan                | Zheng Saisai           | 34    | 9   |
| Raquel Atawo            | Abigail Spears         | 46    | 10  |
| Andreja Klepač          | Katarina Srebotnik     | 52    | 11  |
| Margarita Gasparyan     | Monica Niculescu       | 55    | 12  |
| Vania King              | Alla Kudrjavceva       | 58    | 13  |
| Anabel Medina Garrigues | Arantxa Parra Santonja | 60    | 14  |
| Sara Errani             | Oksana Kalašnikova     | 70    | 15  |
| Kiki Bertens            | Johanna Larsson        | 70    | 16  |

- 1 Ranking al 20 giugno 2016.

### Doppio misto
| Team                 | Team                | Rank1 | Tds |
| -------------------- | ------------------- | ----- | --- |
| Ivan Dodig           | Sania Mirza         | 16    | 1   |
| Bruno Soares         | Elena Vesnina       | 16    | 2   |
| Horia Tecău          | Coco Vandeweghe     | 26    | 3   |
| Maks Mirny           | Chan Hao-ching      | 30    | 4   |
| Nenad Zimonjić       | Chan Yung-jan       | 31    | 5   |
| Łukasz Kubot         | Andrea Hlaváčková   | 32    | 6   |
| Raven Klaasen        | Raquel Atawo        | 38    | 7   |
| Jean-Julien Rojer    | Kiki Bertens        | 43    | 8   |
| Radek Štěpánek       | Lucie Šafářová      | 45    | 9   |
| Alexander Peya       | Andreja Klepač      | 51    | 10  |
| Marcin Matkowski     | Katarina Srebotnik  | 51    | 11  |
| Daniel Nestor        | Chuang Chia-jung    | 53    | 12  |
| Rohan Bopanna        | Anastasia Rodionova | 54    | 13  |
| Aisam-ul-Haq Qureshi | Jaroslava Švedova   | 54    | 14  |
| Robert Farah         | Anna-Lena Grönefeld | 55    | 15  |
| Leander Paes         | Martina Hingis      | 56    | 16  |

- 1 Ranking al 27 giugno 2016.

## Wildcard
Ai seguenti giocatori è stata assegnata una wildcard per accedere al tabellone principale.

### Singolare maschile
- Liam Broady
- Dustin Brown
- Brydan Klein
- Radek Štěpánek
- Alexander Ward
- James Ward

### Singolare femminile
- Daniela Hantuchová
- Marina Mel'nikova
- Tara Moore
- Laura Robson
- Evgenija Rodina
- Katie Swan

### Doppio maschile
- Kyle Edmund /  James Ward
- Daniel Evans  /  Lloyd Glasspool
- Lleyton Hewitt /  Jordan Thompson
- Brydan Klein /  Alexander Ward
- Jonathan Marray  /  Adil Shamasdin
- Ken Skupski  /  Neal Skupski

### Doppio femminile
- Ashleigh Barty  /  Laura Robson
- Daniela Hantuchová /  Donna Vekić
- Tara Moore  /  Conny Perrin
- Jocelyn Rae  /  Anna Smith

### Doppio misto
- Liam Broady /  Naomi Broady
- Colin Fleming  /  Jocelyn Rae
- Dominic Inglot /  Laura Robson
- Ken Skupski  /  Tara Moore
- Neal Skupski  /  Anna Smith

## Qualificazioni

### Singolare femminile
1. Matthew Barton
2. Aleksandr Kudrjavcev
3. Tristan Lamasine
4. Marcus Willis
5. Ruben Bemelmans
6. Bjorn Fratangelo
7. Luke Saville
8. Marius Copil

1. Igor Sijsling
2. Albano Olivetti
3. Lukáš Lacko
4. Yoshihito Nishioka
5. Franko Škugor
6. Dennis Novikov
7. Radu Albot
8. Édouard Roger-Vasselin

1. Tatjana Maria
2. Amra Sadiković
3. Jana Čepelová
4. Aleksandra Krunić
5. Maria Sakkarī
6. Julia Boserup

1. Tamira Paszek
2. Luksika Kumkhum
3. Mandy Minella
4. Ekaterina Aleksandrova
5. Marina Eraković
6. Paula Kania

### Doppio maschile
1. Tristan Lamasine /  Quentin Halys
2. Konstantin Kravčuk /  Denys Molčanov
3. Marcelo Arévalo /  Roberto Maytín
4. Dustin Brown /  Jan-Lennard Struff

### Doppio femminile
1. Demi Schuurs /  Renata Voráčová
2. Elise Mertens /  An-Sophie Mestach
3. Chan Chin-wei /  Han Xinyun
4. Shūko Aoyama /  Makoto Ninomiya

## Tennisti partecipanti ai singolari

### Singolare maschile
- Singolare maschile

| Campione                   | Campione                  | Finalista                  | Finalista                  |
| -------------------------- | ------------------------- | -------------------------- | -------------------------- |
| Andy Murray [2]            | Andy Murray [2]           | Milos Raonic [6]           | Milos Raonic [6]           |
| Semifinalisti              |                           |                            |                            |
| Roger Federer [3]          | Roger Federer [3]         | Tomáš Berdych [10]         | Tomáš Berdych [10]         |
| Eliminati ai quarti        |                           |                            |                            |
| Sam Querrey [28]           | Marin Čilić [9]           | Lucas Pouille [32]         | Jo-Wilfried Tsonga [12]    |
| Eliminati agli ottavi      |                           |                            |                            |
| Nicolas Mahut              | David Goffin [11]         | Steve Johnson              | Kei Nishikori [5]          |
| Jiří Veselý                | Bernard Tomić [19]        | Richard Gasquet [7]        | Nick Kyrgios [15]          |
| Eliminati al 3º turno      |                           |                            |                            |
| Novak Đoković [1]          | Pierre-Hugues Herbert     | Denis Istomin              | Jack Sock [27]             |
| Daniel Evans               | Grigor Dimitrov           | Lukáš Lacko (Q)            | Andrej Kuznecov            |
| João Sousa [31]            | Alexander Zverev [24]     | Roberto Bautista Agut [14] | Juan Martín del Potro (PR) |
| Albert Ramos Viñolas       | John Isner [18]           | Feliciano López [22]       | John Millman               |
| Eliminati al 2º turno      |                           |                            |                            |
| Adrian Mannarino           | Thomaz Bellucci           | Damir Džumhur              | David Ferrer [13]          |
| Édouard Roger-Vasselin (Q) | Nicolás Almagro           | Robin Haase                | Andreas Seppi              |
| Marcus Willis (Q)          | Aleksandr Dolhopolov [30] | Jérémy Chardy              | Gilles Simon [16]          |
| Serhij Stachovs'kyj        | Ivo Karlović [23]         | Gilles Müller              | Julien Benneteau (PR)      |
| Dominic Thiem [8]          | Dennis Novikov (Q)        | Michail Južnyj             | Benjamin Becker            |
| Michail Kukuškin           | Radu Albot (Q)            | Donald Young               | Stan Wawrinka [4]          |
| Marcel Granollers          | Viktor Troicki [25]       | Matthew Barton (Q)         | Juan Mónaco                |
| Dustin Brown (WC)          | Fabio Fognini             | Benoît Paire [26]          | Lu Yen-hsun (PR)           |
| Eliminati al 1º turno      |                           |                            |                            |
| James Ward (WC)            | Kyle Edmund               | Ruben Bemelmans            | Lukáš Rosol                |
| Philipp Kohlschreiber [21] | Denis Kudla               | Brydan Klein (WC)          | Dudi Sela                  |
| Alexander Ward (WC)        | Tejmuraz Gabašvili        | Rogério Dutra da Silva     | Kevin Anderson [20]        |
| Ernests Gulbis             | Diego Schwartzman         | Guillermo García López     | Pablo Carreño Busta        |
| Guido Pella                | Ričardas Berankis         | Jan-Lennard Struff         | Evgenij Donskoj            |
| Gaël Monfils [17]          | Malek Jaziri              | Bjorn Fratangelo (Q)       | Janko Tipsarević (PR)      |
| Brian Baker (PR)           | Yoshihito Nishioka (Q)    | Paolo Lorenzi              | Borna Ćorić                |
| Pablo Cuevas [29]          | Santiago Giraldo          | Illja Marčenko             | Samuel Groth               |
| Florian Mayer (PR)         | Igor Sijsling (Q)         | Luke Saville (Q)           | Dmitrij Tursunov (PR)      |
| Paul-Henri Mathieu         | Horacio Zeballos          | Facundo Bagnis             | Ivan Dodig                 |
| Jordan Thompson            | Martin Kližan             | Gastão Elias               | Fernando Verdasco          |
| Marius Copil (Q)           | Leonardo Mayer            | Stéphane Robert            | Taylor Fritz               |
| Aljaž Bedene               | Víctor Estrella Burgos    | Vasek Pospisil             | Tristan Lamasine (Q)       |
| Marcos Baghdatis           | Albano Olivetti (Q)       | Tarō Daniel                | Íñigo Cervantes            |
| Radek Štěpánek (WC)        | Dušan Lajović             | Federico Delbonis          | Rajeev Ram                 |
| Franko Škugor (Q)          | Albert Montañés           | Aleksandr Kudrjavcev (Q)   | Liam Broady (WC)           |

### Singolare femminile
- Singolare femminile

| Campionessa                   | Campionessa                | Finalista                 | Finalista                |
| ----------------------------- | -------------------------- | ------------------------- | ------------------------ |
| Serena Williams [1]           | Serena Williams [1]        | Angelique Kerber [2]      | Angelique Kerber [2]     |
| Semifinaliste                 |                            |                           |                          |
| Elena Vesnina                 | Elena Vesnina              | Venus Williams [8]        | Venus Williams [8]       |
| Eliminate ai quarti           |                            |                           |                          |
| Anastasija Pavljučenkova [21] | Dominika Cibulková [19]    | Simona Halep [5]          | Jaroslava Švedova        |
| Eliminate agli ottavi         |                            |                           |                          |
| Svetlana Kuznecova [13]       | Coco Vandeweghe [27]       | Agnieszka Radwańska [3]   | Ekaterina Makarova       |
| Madison Keys [9]              | Misaki Doi                 | Carla Suárez Navarro [12] | Lucie Šafářová [28]      |
| Eliminate al 3º turno         |                            |                           |                          |
| Annika Beck                   | Sloane Stephens [18]       | Timea Bacsinszky [11]     | Roberta Vinci [6]        |
| Kateřina Siniaková            | Eugenie Bouchard           | Barbora Strýcová [24]     | Julia Boserup (Q)        |
| Kiki Bertens [26]             | Alizé Cornet               | Anna-Lena Friedsam        | Carina Witthöft          |
| Dar'ja Kasatkina [29]         | Marina Eraković (Q)        | Sabine Lisicki            | Jana Čepelová (Q)        |
| Eliminate al 2º turno         |                            |                           |                          |
| Christina McHale              | Aliaksandra Sasnovich      | Mandy Minella (Q)         | Tara Moore (WC)          |
| Monica Niculescu              | Julija Putinceva           | Tímea Babos               | Duan Yingying (LL)       |
| Ana Konjuh                    | Caroline Garcia [30]       | Daria Gavrilova           | Johanna Konta [16]       |
| Petra Kvitová [10]            | Evgeniya Rodina (WC)       | Andrea Petković [32]      | Belinda Bencic [7]       |
| Francesca Schiavone           | Mona Barthel               | Sara Errani [20]          | Kirsten Flipkens         |
| Karolína Plíšková [15]        | Ekaterina Aleksandrova (Q) | Kurumi Nara               | Varvara Lepchenko        |
| Maria Sakkarī (Q)             | Lara Arruabarrena          | Jelena Janković [22]      | Denisa Allertová         |
| Samantha Stosur [14]          | Elina Svitolina [17]       | Samantha Crawford         | Garbiñe Muguruza [2]     |
| Eliminate al 1º turno         |                            |                           |                          |
| Amra Sadiković (Q)            | Daniela Hantuchová (WC)    | Heather Watson            | Kristina Mladenovic [31] |
| Peng Shuai (PR)               | Anna Tatishvili            | Alison Van Uytvanck       | Caroline Wozniacki       |
| Luksika Kumkhum (Q)           | Aleksandra Krunić (Q)      | Marina Mel'nikova (WC)    | Hsieh Su-wei             |
| Kateryna Bondarenko           | Katie Swan (WC)            | Kristýna Plíšková         | Alison Riske             |
| Kateryna Kozlova              | Karin Knapp                | Pauline Parmentier        | Çağla Büyükakçay         |
| Mirjana Lučić-Baroni          | Wang Qiang                 | Magdaléna Rybáriková      | Mónica Puig              |
| Sorana Cîrstea                | Johanna Larsson            | Lesja Curenko             | Anett Kontaveit          |
| Nao Hibino                    | Tamira Paszek (Q)          | Tatjana Maria (Q)         | Cvetana Pironkova        |
| Anna Karolína Schmiedlová     | Anastasija Sevastova       | Danka Kovinić             | Jeļena Ostapenko         |
| Patricia Maria Țig            | Polona Hercog              | Nicole Gibbs              | Laura Siegemund          |
| Yanina Wickmayer              | Louisa Chirico             | Zarina Dijas              | Ana Ivanović [23]        |
| Irina-Camelia Begu [25]       | Madison Brengle            | Teliana Pereira           | Laura Robson [WC]        |
| Donna Vekić                   | Zheng Saisai               | Vol'ga Havarcova          | Victoria Duval [PR]      |
| Stefanie Vögele               | Irina Falconi              | Margarita Gasparjan       | Shuai Zhang              |
| Magda Linette                 | Shelby Rogers              | Julia Görges              | Naomi Broady             |
| Bethanie Mattek-Sands         | Paula Kania [Q]            | Mariana Duque Mariño      | Camila Giorgi            |

## Campioni

### Seniors

#### Singolare maschile
Andy Murray ha sconfitto in finale  Milos Raonic per 6-4, 7–6(3), 7–6(2)
- Per Andy si tratta del secondo titolo a Wimbledon.

#### Singolare femminile
Serena Williams ha sconfitto in finale  Angelique Kerber per 7-5, 6-3
- Per Serena si tratta del settimo titolo a Wimbledon e 22° Slam in carriera raggiungendo così Steffi Graf.[5]

#### Doppio maschile
Pierre-Hugues Herbert /  Nicolas Mahut hanno sconfitto in finale  Julien Benneteau /  Édouard Roger-Vasselin per 6-4, 7-6(1), 6-3.

#### Doppio femminile
Serena Williams /  Venus Williamshanno sconfitto in finale  Tímea Babos /  Jaroslava Švedova per 6-3, 6-4.
- Si tratta del sesto titolo del doppio a Wimbledon per le sorelle Williams.

#### Doppio misto
Henri Kontinen /  Heather Watson hanno sconfitto in finale  Robert Farah /  Anna-Lena Grönefeld per 7–6(5), 6-4.

### Junior

#### Singolare ragazzi
Denis Shapovalov ha sconfitto in finale  Alex de Minaur per 4-6, 6-1, 6-3.

#### Singolare ragazze
Anastasija Potapova ha sconfitto in finale  Dajana Jastrems'ka per 6-4, 6-3.

#### Doppio ragazzi
Kenneth Raisma /  Stefanos Tsitsipas hanno sconfitto in finale  Félix Auger-Aliassime /  Denis Shapovalov per 4-6, 6-4, 6-2.

#### Doppio ragazze
Usue Maitane Arconada /  Claire Liu hanno sconfitto in finale  Mariam Bolkvadze /  Caty McNally per 6-2, 6-3.

### Tennisti in carrozzina

#### Singolare maschile carrozzina
Gordon Reid ha sconfitto in finale  Stefan Olsson per 6-1, 6-4.

#### Singolare femminile carrozzina
Jiske Griffioen ha sconfitto in finale  Aniek Van Koot per 4-6, 6-0, 6-4.

#### Doppio maschile carrozzina
Alfie Hewett /  Gordon Reid hanno sconfitto  Stéphane Houdet /  Nicolas Peifer per 4-6, 6-1, 7–6(8).

#### Doppio femminile carrozzina
Yui Kamiji /  Jordanne Whiley hanno sconfitto in finale  Jiske Griffioen /  Aniek Van Koot per 6-2, 6-2.

### Altri eventi

#### Doppio maschile per invito
Greg Rusedski /  Fabrice Santoro hanno sconfitto in finale  Jonas Björkman /  Thomas Johansson per 7-5, 6-1.

#### Doppio maschile per invito senior
Todd Woodbridge /  Mark Woodforde hanno sconfitto in finale  Jacco Eltingh /  Paul Haarhuis per 6-2, 7-5.

#### Doppio femminile per invito
Martina Navrátilová /  Selima Sfar hanno sconfitto in finale  Lindsay Davenport /  Mary Joe Fernández per 7–6(5) ret.

## Punti e montepremi
Il montepremi complessivo è di 28.100.000 £
| Torneo              | Torneo              | V         | F         | SF      | QF      | 4T      | 3T     | 2T     | 1T     | Q  | Q3     | Q2    | Q1    |
| Singolare maschile  | Punti               | 2000      | 1200      | 720     | 360     | 180     | 90     | 45     | 10     | 25 | 16     | 8     | 0     |
| Singolare maschile  | Premi in denaro (£) | 2.000.000 | 1.000.000 | 500.000 | 250.000 | 130.000 | 80.000 | 50.000 | 30.000 | –  | 15.000 | 7.500 | 4.000 |
| Doppio maschile     | Punti               | 2000      | 1200      | 720     | 360     | 180     | 90     | 0      | –      | –  | –      | –     | –     |
| Doppio maschile     | Premi in denaro (£) | 350.000   | 180.000   | 90.000  | 45.000  | 23.000  | 14.000 | 9.500  | –      | –  | –      | –     | –     |
| Singolare femminile | Punti               | 2000      | 1300      | 780     | 430     | 240     | 130    | 70     | 10     | 40 | 30     | 20    | 2     |
| Singolare femminile | Premi in denaro (£) | 2.000.000 | 1.000.000 | 500.000 | 250.000 | 130.000 | 80.000 | 50.000 | 30.000 | –  | 15.000 | 7.500 | 4.000 |
| Doppio femminile    | Punti               | 2000      | 1300      | 780     | 430     | 240     | 10     | –      | –      | –  | –      | –     |       |
| Doppio femminile    | Premi in denaro (£) | 350.000   | 180.000   | 90.000  | 45.000  | 23.000  | 14.000 | 9.500  | –      | –  | –      | –     | –     |
| Doppio misto        | Punti               | –         | –         | –       | –       | –       | –      | –      | –      | –  | –      | –     | –     |
| Doppio misto        | Premi in denaro (£) | 100.000   | 50.000    | 25.000  | 12.000  | 6.000   | 3.000  | 1.500  | –      | –  | –      | –     | –     |